# Kantenzusammenhang
Der Kantenzusammenhang eines Graphen ist ein wichtiger Begriff in der Graphentheorie und eine Verallgemeinerung des Zusammenhangs. Anschaulich ist der Kantenzusammenhang ein Maß dafür, wie schwer es ist, einen Graphen durch Löschen von Kanten in 2 Komponenten zu zerlegen. Ist der Kantenzusammenhang groß, so müssen viele Kanten gelöscht werden.

## Definition
Ein einfacher Graph {\displaystyle G=(V,E)} heißt k-fach kantenzusammenhängend, wenn es keinen Trenner {\displaystyle Z=(X,Y)} mit maximal {\displaystyle (k-1)}-elementiger Kantenmenge {\displaystyle Y} und leerer Knotenmenge {\displaystyle X=\emptyset } in {\displaystyle G} gibt (in Multigraphen kann man Kanten entsprechend ihrer Vielfachheit mehrfach entfernen). Äquivalent dazu ist, dass {\displaystyle G'=(V,E\backslash U)} für alle Kantenmengen der Mächtigkeit {\displaystyle k-1} zusammenhängend ist. Als Kantenzusammenhangszahl {\displaystyle \lambda (G)} eines Graphen {\displaystyle G} bezeichnet man das größte {\displaystyle k}, sodass {\displaystyle G} {\displaystyle k}-fach kantenzusammenhängend ist. Äquivalent dazu ist, dass die Kantenzusammenhangszahl die kleinste Mächtigkeit eines Trenners von {\displaystyle G} mit leerer Knotenmenge ist.

## Beispiel
Betrachte als Beispiel das rechts dargestellte Haus vom Nikolaus. Es ist  2-kantenzusammenhängend, da keine Trenner existieren, die nur aus einer Kante bestehen. Äquivalent dazu ist, dass keine Brücke existiert. Betrachtet man aber nun z. B. den Knoten 5, so zerfällt der Graph beim Löschen der beiden zum Knoten 5 inzidenten Kanten in 2 Zusammenhangskomponenten: den Knoten 5 selbst und alle anderen Knoten. Das Haus ist also 1-fach und 2-fach kantenzusammenhängend und seine Kantenzusammenhangszahl ist {\displaystyle \lambda (G)=2}. In diesem Fall stimmt die Kantenzusammenhangszahl also mit dem Minimalgrad des Graphen überein.

## Eigenschaften

Ein 2-kantenzusammenhängender Graph

- Ein 2-kantenzusammenhängender GraphIst {\displaystyle |G|\geq 2}, so gilt {\displaystyle \delta (G)\geq \lambda (G)\geq \kappa (G)}, wobei {\displaystyle \kappa (G)} die Knotenzusammenhangszahl  und {\displaystyle \delta (G)} der Minimalgrad des Graphen {\displaystyle G} ist.
- {\displaystyle G} ist genau dann 2-fach kantenzusammenhängend, wenn {\displaystyle G} zusammenhängend ist und keine Brücke enthält.
- {\displaystyle G} ist genau dann {\displaystyle k}-fach kantenzusammenhängend, wenn {\displaystyle G} zwischen je zwei Ecken {\displaystyle k} kantendisjunkte Wege enthält. Diese Aussage ist auch als die globale Version des Satzes von Menger bekannt.

## Verwandte Begriffe
Der k-Zusammenhang ist ein zum Kantenzusammenhang ähnlicher Begriff, bloß dass nur Trenner mit leerer Kantenmenge und eine beliebige Knotenmenge betrachtet werden. Der k-Zusammenhang gibt also ein Maß dafür an, wie viele Knoten aus einem Graphen entfernt werden müssen,  so dass dieser in verschiedene Komponenten zerfällt. Ein zum Kantenzusammenhang ähnlicher Begriff für gerichtete Graphen ist der Bogenzusammenhang.

## Algorithmen
Es gibt einen Algorithmus, der in polynomieller Laufzeit das größte {\displaystyle k} bestimmt, für das ein Graph {\displaystyle k}-kantenzusammenhängend ist. Ein einfacher Algorithmus würde für jedes Paar {\displaystyle (u,v)} von Knoten den maximalen Fluss von {\displaystyle u} nach {\displaystyle v} bestimmen, wobei die Kapazität aller Kanten des Graphen für beide Richtungen auf 1 gesetzt wird. Ein Graph ist genau dann {\displaystyle k}-kantenzusammenhängend, wenn der maximale Fluss von {\displaystyle u} nach {\displaystyle v} für jedes Paar {\displaystyle (u,v)} mindestens {\displaystyle k} beträgt, also ist {\displaystyle k} der minimale {\displaystyle u}-{\displaystyle v}-Fluss unter allen Knotenpaaren {\displaystyle (u,v)}.
Wenn {\displaystyle n} die Anzahl der Knoten des Graphen ist, würde dieser einfache Algorithmus {\displaystyle O(n^{2})} Iterationen des Problems des maximalen Flusses Maximum-Flow-Problems ausführen, das in der Laufzeit {\displaystyle O(n^{3})} gelöst werden kann. Daher ist die Komplexität des oben beschriebenen einfachen Algorithmus insgesamt {\displaystyle O(n^{5})}.
Ein verbesserter Algorithmus löst das Problem des maximalen Flusses für jedes Paar {\displaystyle (u,v)}, wobei {\displaystyle u} willkürlich festgelegt ist, während {\displaystyle v} über alle Knoten variiert. Dies reduziert die Komplexität auf {\displaystyle O(n^{4})}. Es kann durch einen Algorithmus von Gabow weiter verbessert werden, der im Worst Case die Laufzeit {\displaystyle O(n^{3})} hat.
Die Karger-Stein-Variante des Algorithmus von Karger bietet einen schnelleren randomisierten Algorithmus zur Bestimmung der Zusammenhangs des Graphen mit der erwarteten Laufzeit {\displaystyle O(n^{2}\cdot \log ^{3}(n))}.
Das verwandte Problem, einen minimalen {\displaystyle k}-kantenzusammenhängenden spannenden Teilgraphen eines Graphen zu finden, ist NP-schwer für {\displaystyle k\geq 2}. Dabei muss der Teilgraph alle Knoten, aber möglichst wenige Kanten enthalten, sodass er nach dem Entfernen von {\displaystyle k-1} Kanten immer noch zusammenhängend ist.